# Lota (Chile)
Lota – miasto i gmina w Chile, w regionie Biobío, w prowincji Concepción.
Liczba ludności miasta: 43 427 (2017), powierzchnia: 9,67 km².
Liczba ludności gminy: 43 535 (2017), powierzchnia: 136 km².
Miasto Lota zostało założone w 1662 roku.